# Jon S. Baird
Jon S. Baird (* November 1972 in Aberdeenshire, Schottland) ist ein britischer Filmregisseur, Drehbuchautor und Filmproduzent.

## Leben
Jon S. Baird begann er seine Karriere bei BBC Television.
Bairds Spielfilm Drecksau (2013), den er schrieb, inszenierte und produzierte, basierte auf dem Bestseller von Irvine Welsh. Der Film gewann zahlreiche Auszeichnungen und wurde auf mehreren internationalen Filmfestivals vorgeführt. 2014 inszenierte Baird das drei Episoden der Miniserie Babylon für Channel 4. 2015 wurde er von HBO angefragt, eine Folge ihrer Serie Vinyl zu inszenieren, die von Terence Winter kreiert wurde.
2016 war er Regisseur der zweiten Folge von I’m Dying Up Here für Showtime. 2018 inszenierte Baird den Spielfilm Stan & Ollie über die Comedy-Legenden Laurel und Hardy mit Steve Coogan und John C. Reilly in den Titelrollen. Dafür wurde er zusammen mit Jeff Pope und Faye Ward bei den British Academy Film Awards 2019 für den besten britischen Film nominiert.

## Filmografie (Auswahl)
Als Regisseur
- 2008: Cass – Legend of a Hooligan (Cass, auch Drehbuch)
- 2013: Drecksau (Filth, auch Drehbuch und Produktion)
- 2018: Stan & Ollie
- 2023: Tetris
- 2025: Everything’s Going to Be Great